# Anochetus armstrongi
Anochetus armstrongi é uma espécie de formiga do gênero Anochetus, pertencente à subfamília Ponerinae.